# Picea
Pour les articles homonymes, voir Épinette, Pruche et Prusse (homonymie).
Épicéa, Épinette
Genre
Classification phylogénétique
Taxons de rang inférieur
- Picea aurantiaca
- Picea breweriana
- Picea chihuahuana
- Picea glehnii
- Picea meyeri
- Picea neoveitchii
- Picea omorika
- Picea wilsonii

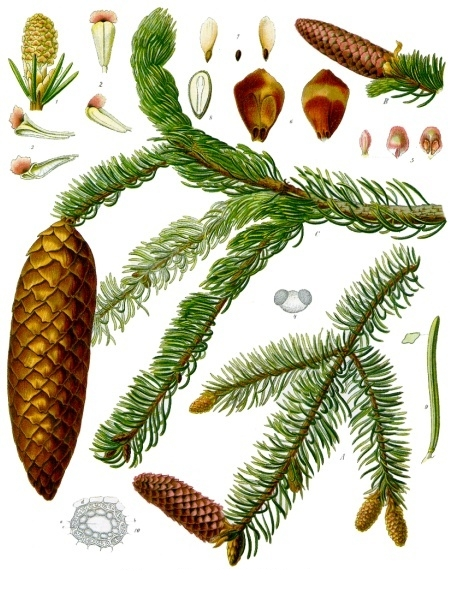
Épicéa commun (Picea abies), illustration de Köhler (1887).

Picea est un genre de conifères qui regroupe une cinquantaine d'espèces répandues dans l’hémisphère nord, en Europe, en Asie et en Amérique, surtout dans les régions montagneuses tempérées et les zones boréales. Les espèces de ce genre sont généralement appelées épicéas (Europe) ou épinettes (Canada). 
Elles peuvent être confondues avec les différentes espèces de sapins du genre Abies, tandis que les pruches désignent surtout les espèces du genre Tsuga.

## Étymologie
Le mot épicéa est un emprunt récent au latin, attesté seulement depuis le XVIIIe siècle. L'étymon latin picea, féminin de l'adjectif piceus qui sous-entend arbor, peut être traduit littéralement par « arbre à poix » (l'adjectif piceus est dérivé du nom pix, « poix »). Le substantif picea désigne l'épicéa, la pesse ou plus précisément, Picea abies, le taxon européen le plus courant. Au Canada, l’arbre est appelé épinette.
Le terme pesse « espèce de sapin », attesté antérieurement à épicéa en français (XVIe siècle), est issu du francoprovençal pesse « épicéa commun », du même étymon latin picea. 
Le terme pesse a pour dérivé pessière (plantation ou forêt naturelle peuplée d'épicéas), dérivé avec le suffixe -ière, tout comme sapinière.

## Généralités
Le genre Picea est constitué d'arbres à port conique (cime pointue par le phénomène de dominance apicale : inhibition des bourgeons latéraux), parfois large (en draperie) ou columnaire dans les régions froides de la taïga. Les aiguilles sont disposées tout autour du rameau.
Une façon efficace de distinguer le genre Picea du genre Abies consiste à détacher délicatement une aiguille du rameau : s'il y a un petit lambeau d'écorce à la base du pseudo-pétiole, il s'agit du genre Picea ; s'il y a une petite marque ronde sur le rameau (on parle abusivement d'ampoule), il s'agit alors du genre Abies. Une autre différence concerne les cônes : pendants chez les épicéas (à l'exception des cultivars employés pour orner les jardins), érigés chez les sapins.
Les espèces ont des tailles variables, dépassant rarement 40-50 mètres, mais pouvant atteindre plus de 90 mètres, comme c'est le cas chez l'épicéa de Sitka (Picea sitchensis). Elles peuvent vivre jusqu’à 400 ans.

## Liste des espèces

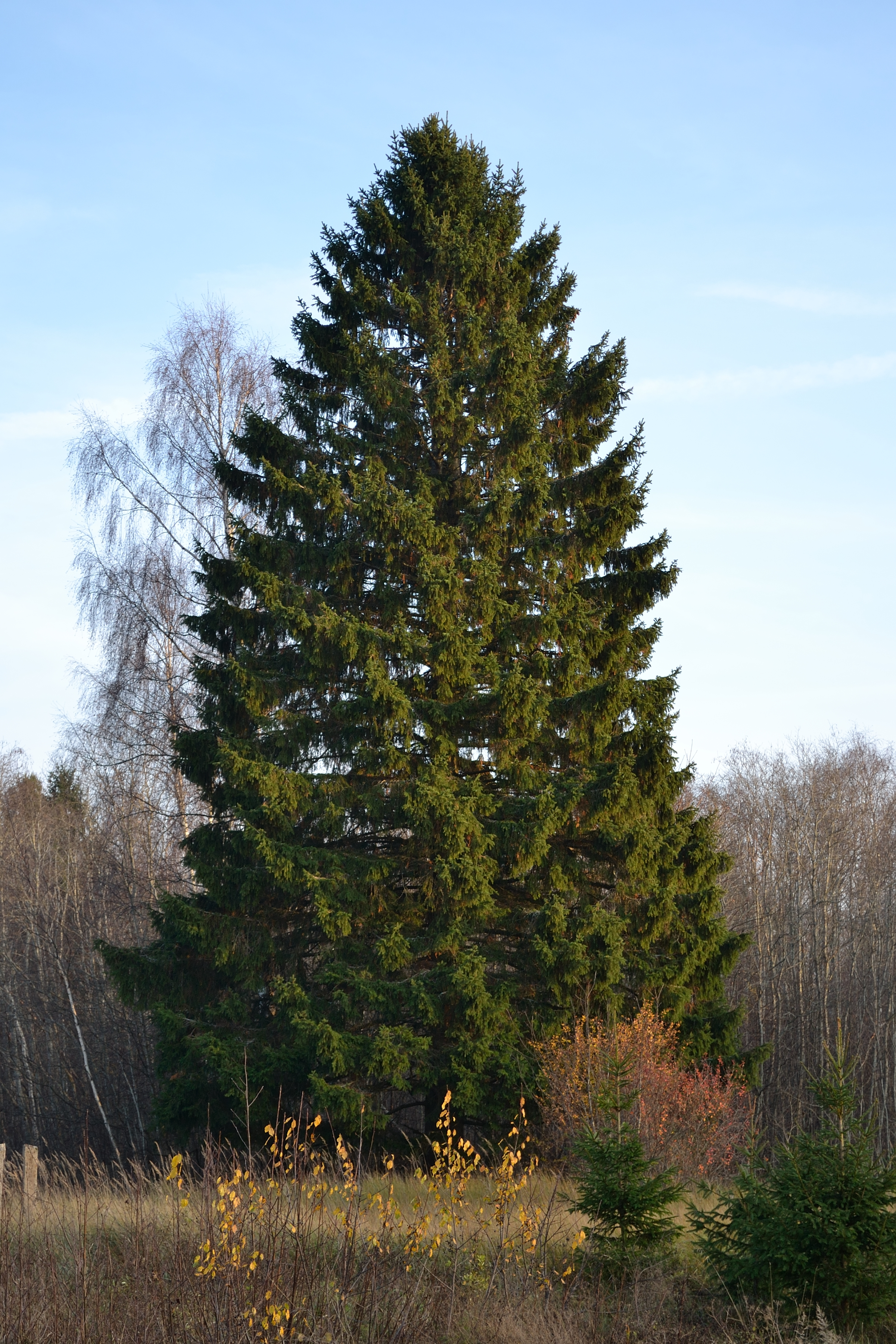
Épicéa commun

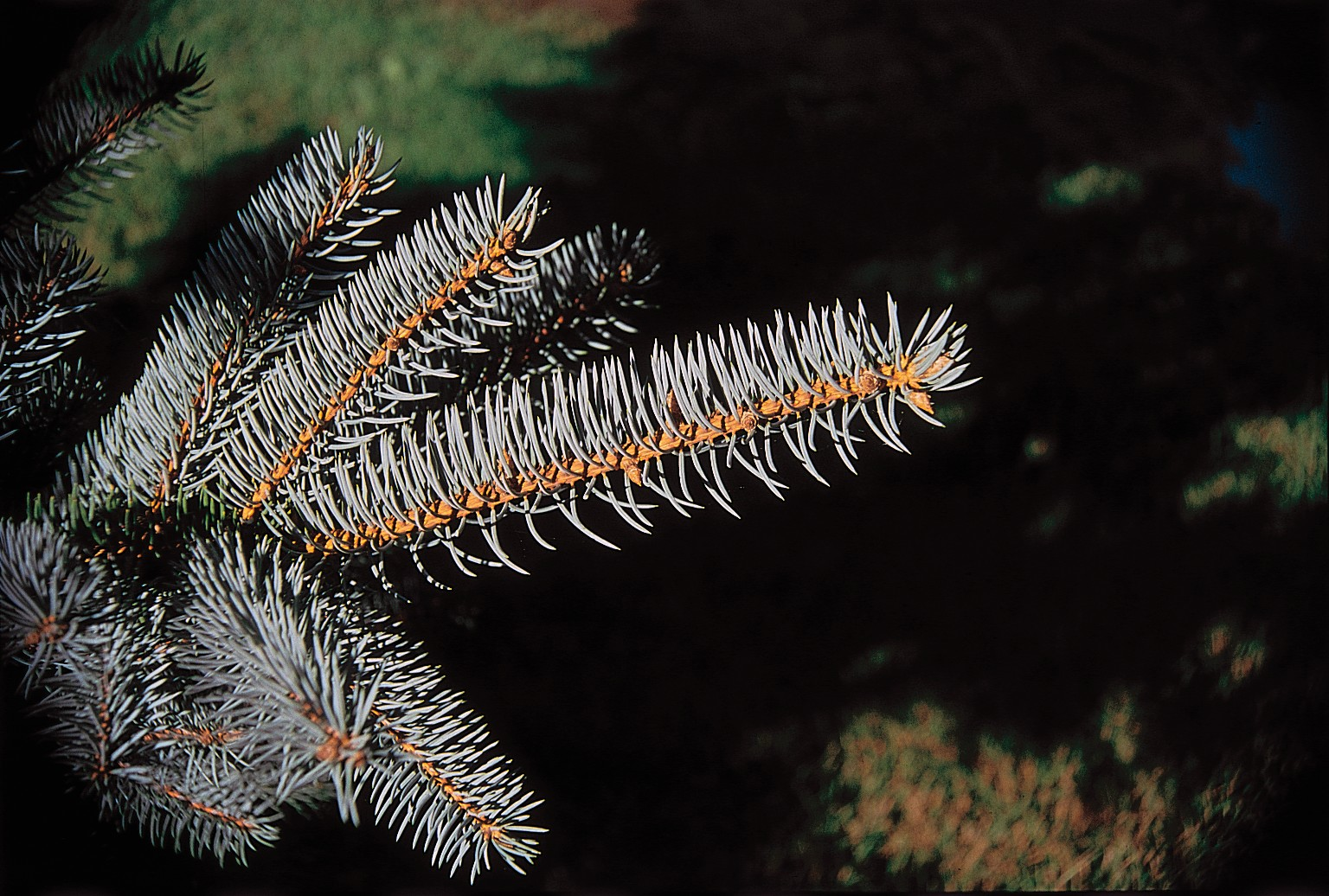
Épicéa bleu (Picea pungens)

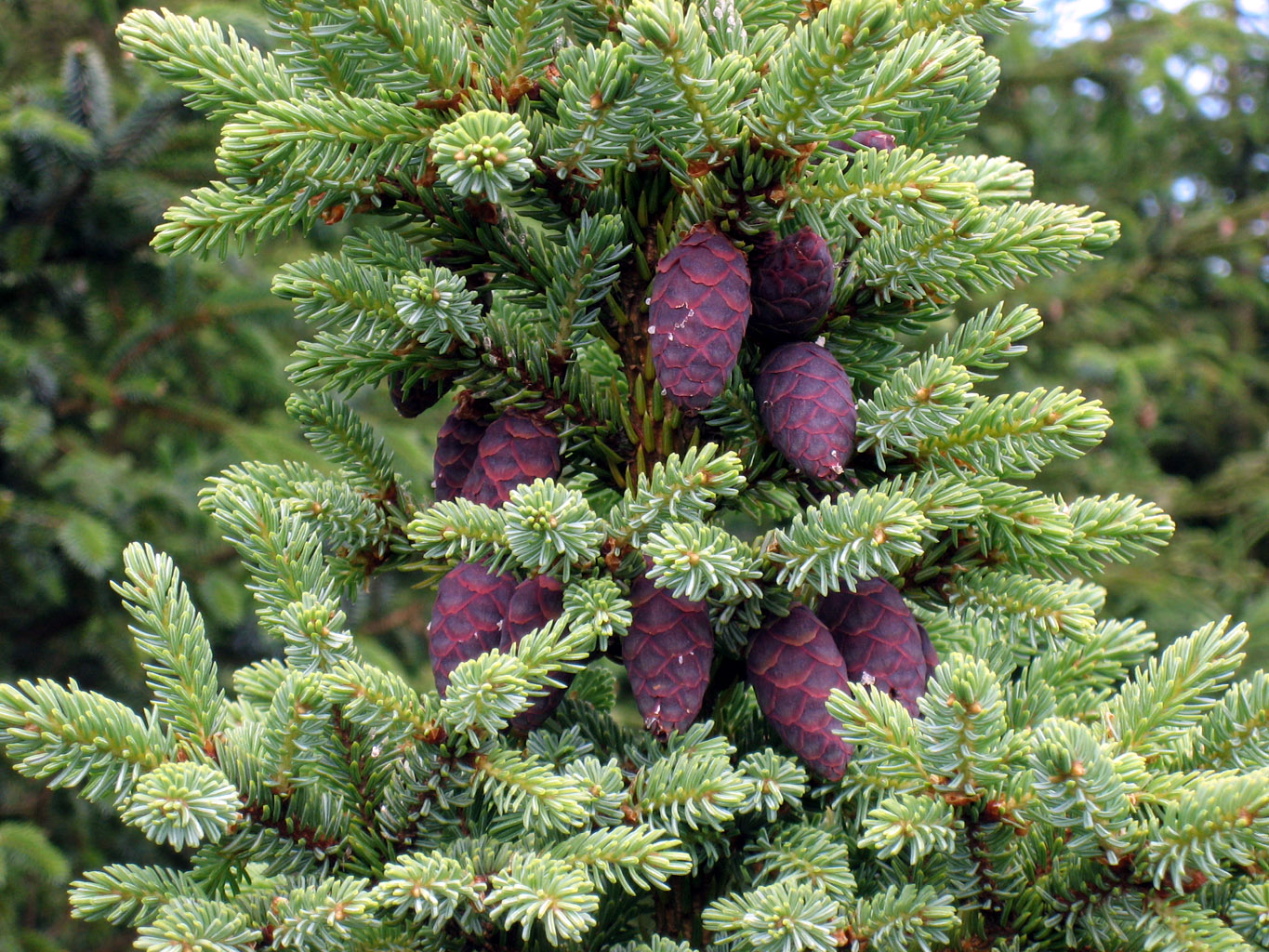
Épinette noire (Picea mariana)

Dans le Manuel des Conifères, il est recensé 43 espèces. Il existe probablement 16 à 18 espèces d’épicéas valides :
- Épicéa commun : Picea abies (syn. Picea excelsa) – Europe (Montagnes, plaines baltes et Scandinavie) et Russie (incluant Picea obovata).
- Épicéa d'Alcock : Picea alcoquiana - Japon.
- Épicéa de Chine : Picea asperata – Ouest de la Chine.
- Épicéa de Sargent : Picea brachytyla (syn. P. complanata) – Sud-ouest de la Chine.
- Épicéa de Brewer : Picea breweriana – Montagnes Klamath (Californie, Oregon).
- Épicéa de Chihuahua : Picea chihuahuana - Montagnes du Mexique.
- Épicéa de Mongolie :  Picea crassifolia - Centre et Nord de la Chine.
- Épinette d'Engelmann : Picea engelmannii – États-Unis.
- Épicéa de Farrer : Picea farreri - Nord du Myanmar et Ouest du Yunnan (Chine).
- Épinette blanche : Picea glauca (syn. Picea alba) – Nord de l’Amérique du Nord. Surtout au Québec et au nord de l'Ontario.
- Épicéa de Sakhaline : Picea glehnii – Japon et Sakhaline (Russie).
- Épicéa du Japon : Picea jezoensis – Nord-est de l’Asie (Chine, Corée, Japon, Extrême-Orient russe).
- Épicéa du Koyama : Picea koyamae - Montagnes du Centre de Honshū (Japon).
- Picea likiangensis - Bhoutan et Chine[7]
- Épinette noire : Picea mariana (syn. P. nigra) – Nord de l’Amérique du Nord.
- Épicéa de Meyer : Picea meyeri - Centre et Nord de la Chine.
- Épicéa du Mont Morrison : Picea morrisonicola - Taïwan.
- Épicéa de Serbie : Picea omorika – Vallée de la Drina (Serbie).
- Épicéa d'Orient : Picea orientalis - Caucase.
- Épicéa bleu ou Épinette du Colorado : Picea pungens – Montagnes Rocheuses (États-Unis).
- Épicéa pourpre : Picea purpurea – Ouest de la Chine.
- Épinette rouge : Picea rubens (syn. Picea rubra) – Est de l’Amérique du Nord.
- Épicéa de Schrenk : Picea schrenkiana - Tian Shan, Kazakhstan, Xinjiang.
- Picea spinulosa : Sikkim, Bhoutan.
- Épinette de Sitka : Picea sitchensis – Côte Ouest de l’Amérique du Nord.
- Épicéa de l'Himalaya : Picea smithiana (syn. P. morinda) – Centre de l'Asie, l’Himalaya (incluant Picea schrenkiana).
- Épicéa à queue de tigre : Picea torano - Honshū (Japon).
- Épicéa de Wilson : Picea wilsonii, Chine

Et trois hybrides naturels :
- Picea × fennica (hybride entre P. abies et P. obovata).
- Picea × hurstii (probablement hybride entre P. pungens et P. engelmannii).
- Picea × lutzii (hybride entre P. glauca et P. sitchensis).

### Classification
- Sous-genre PICEA
  - Section Omorikae
    - Espèces : Picea brachytyla, P. breweriana, P. omorika

  - Section Picea
    - Sous-section Marianae
    - Espèces : Picea glehnii, P. marianae, P. orientalis, P. rubens
    - Sous-section Picea
    - Espèces : Picea abies, P. asperata, P. glauca, P. smithiana
- Sous-genre CASICTA
  - Section Sitchenses
    - Espèces : Picea jezoensis, P. purpurea, P. sitchensis

  - Section Pungentes
    - Espèces : Picea engelmannii, P. pungens

## Les épicéas en France
Il n’existe qu’une seule espèce d’épicéa indigène à la France : l’épicéa commun (Picea abies), spontané dans les forêts montagnardes de l’est (Alpes, Jura, Vosges).
En raison de son bois blanc homogène de qualité et de sa croissance rapide, l'épicéa commun a été souvent massivement planté en France : à basse altitude dans l'est et le nord et dans les montagnes où il n'était pas présent comme les Pyrénées, le Massif central et la Corse.
Ont été introduits surtout l’épicéa de Sitka (P. sitchensis, en Bretagne et Massif Central), plus rarement l’épicéa bleu (P. pungens), l’épicéa d'Orient (P. orientalis) et l’épicéa de Serbie (P. omorika), plus fréquent en parcs et jardins[réf. nécessaire].